# Bandiera di Tokyo
La bandiera della città di Tokyo, la più popolosa prefettura del Giappone.
Rappresenta un sole a raggi su sfondo viola.
Il sole rappresenta diverse cose a seconda delle fonti, si dice che sia un sole a rappresentare la tradizione giapponese, chi il carattere katakana "ト" (to), prima sillaba della parola "Tokyo".
il viola dello sfondo, chiamato viola Edo invece va a simboleggiare la nobiltà giapponese, ma era anche un colore molto comune in quel periodo.
venne resa ufficiale l'1 ottobre del 1964.
1. ↑   Bandiera Tokyo in vendita, bandiera di Tokyo, su www.bandiere.it. URL consultato il 16 agosto 2025.